# Cassidy Freeman
Cassidy Freeman (Chicago, 22 april 1982) is een Amerikaans actrice en muzikante. Ze is best bekend van haar rol als Tess Mercer in de televisieserie Smallville. Ze heeft twee oudere broers, stemacteur Crispin Freeman en muzikant Clark Freeman.